# أيزاياه فايربريس
أيزاياه فايربريس (مواليد 21 نوفمبر 1999) هو مغني أسترالي، مثل أستراليا في مسابقة الأغنية الأوروبية 2017 وحصل على المركز التاسع.

## روابط خارجية
- أيزاياه فايربريس على موقع IMDb (الإنجليزية)
- أيزاياه فايربريس على موقع ميوزك برينز (الإنجليزية)
- أيزاياه فايربريس على موقع ديسكوغز (الإنجليزية)